# Мортен Остергаард
Мортен Остергаард (дан. Morten Østergaard; нар. 17 червня 1976, Орхус) — данський політик, з 2014 року він був лідером Радикальної Венстре (Соціал-ліберальної партії). 
У жовтні 2020 року він подав у відставку з посади лідера партії після справи про сексуальне насильство над партійною колегою , Лотте Рол(дан. Lotte Rod)-яку він спробував спочатку приховати. 
Він вивчав політологію в Орхуському університеті, працював менеджером у своєму рідному місті. Він займався політичною діяльністю у Радикальній Венстре, заступник лідера партії з 2002 по 2005. У 2005 році він був вперше обраний до парламенту Данії.
У жовтні 2011 року він став міністром науки, інновацій та вищої освіти у першому уряді Гелле Торнінг-Шмідт. У лютому 2014 він був призначений міністром з питань податків у другому уряді того ж прем'єр-міністра, у вересні того ж року, коли Маргрете Вестагер став єврокомісаром від Данії, Остергаард замінив її на посаді заступника прем'єр-міністра — міністра економіки та внутрішніх справ (він також очолив соціал-лібералів).